# خیس شلتن فون اشخات
خِـیس شلتن فون اشخات (هلندی: Gijs Scholten van Aschat؛ زادهٔ ۱۶ سپتامبر ۱۹۵۹) بازیگر اهل هلند است. وی از سال ۱۹۸۰ میلادی تاکنون مشغول فعالیت بوده‌است.
از فیلم‌ها یا برنامه‌های تلویزیونی که وی در آن نقش داشته‌است، می‌توان به قتل شبه‌عمد، استان، پارگین، و قمارباز اشاره کرد.